# 嘉山路街道
嘉山路街道是中华人民共和国安徽省合肥市瑶海区下辖的一个街道办事处。

## 行政区划
嘉山路街道下辖以下村级行政区划单位：
三角线社区、七里塘社区和板桥社区。